# 德里 (北愛爾蘭)
德里（Derry），又称伦敦德里（Londonderry），是北爱尔兰西北部城市、倫敦德里郡郡治，距离爱尔兰共和国边境很近。人口超過8萬，是北爱尔兰第二大城市，爱尔兰岛的第4大城。其中77.8%为天主教背景，20.8%为新教背景。
该市的绰号称为「处女城」（Maiden City），因为在1690年围城（siege of Derry）期间其城墙从未被炮弹穿破。它也是欧洲少數城墙未被攻破过的城市之一。被城墙包围的老城位于福伊爾河的西岸，今天的城市跨越河流两岸，西岸称为Cityside，东岸称为Waterside，由2座桥梁连接。该市拥有一个机场和海港。1972年1月30日（星期日），市內的Bogside的爭取民權遊行中，有13名市民被英國傘兵射殺，是為流血星期日。
該市的名稱也有爭議，當地人、愛爾蘭共和國和愛爾蘭民族主義者支持使用「德里」之名，聯合派則支持使用「倫敦德里」之名。

## 歷史
德里是愛爾蘭現存最古老的人口聚居地之一，其有記載的歷史開始於6世紀。當時聖高隆在這裡建立了一座修道院（Doire Calgach），土地是當地統治者賜予他的。一些早期文獻把德里的建立時間明確為546年，但這很可能並不正確。
都鐸征服愛爾蘭後，它成為了一個戰略要地。1608年奧多蒂之亂（O'Doherty's Rebellion）時遭凱爾·奧多蒂（Cahir O'Doherty）攻佔、焚毀，統治者喬治·保萊特（George Paulet）被殺。
德里市正式建造於1613年，是愛爾蘭第一個有計劃地建造起來的城市，城墻在1619年完工，花費10,757鎊，有四個城門。聖高隆座堂興建於1633年，是德里現存最古老的建築。 

## 經濟
德里的織造業曾是其支柱產業，其歷史可以追溯至1831年，之後迅速成為英國的衣服織造中心，馬克思在《資本論》裡面專門提到過這裡的織造業發達程度。1920年代其織造業發展達到頂峰，共有約18,000名工人。之後漸漸衰退，21世紀初開始發展電子產業。

## 交通

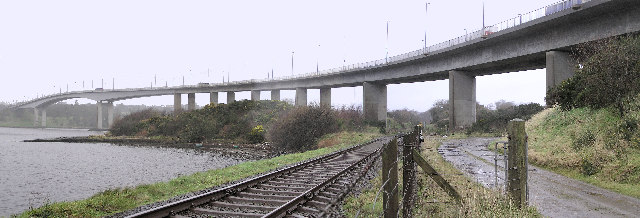
福伊爾橋

該市有兩座橋樑，即橫跨福伊爾河的福伊爾橋和克雷加文橋。空運服務由德里市機場提供。鐵路服務則由北愛爾蘭鐵路提供，市內還有有軌電車。
倫敦德里港是一個很繁忙的港口。

## 教育

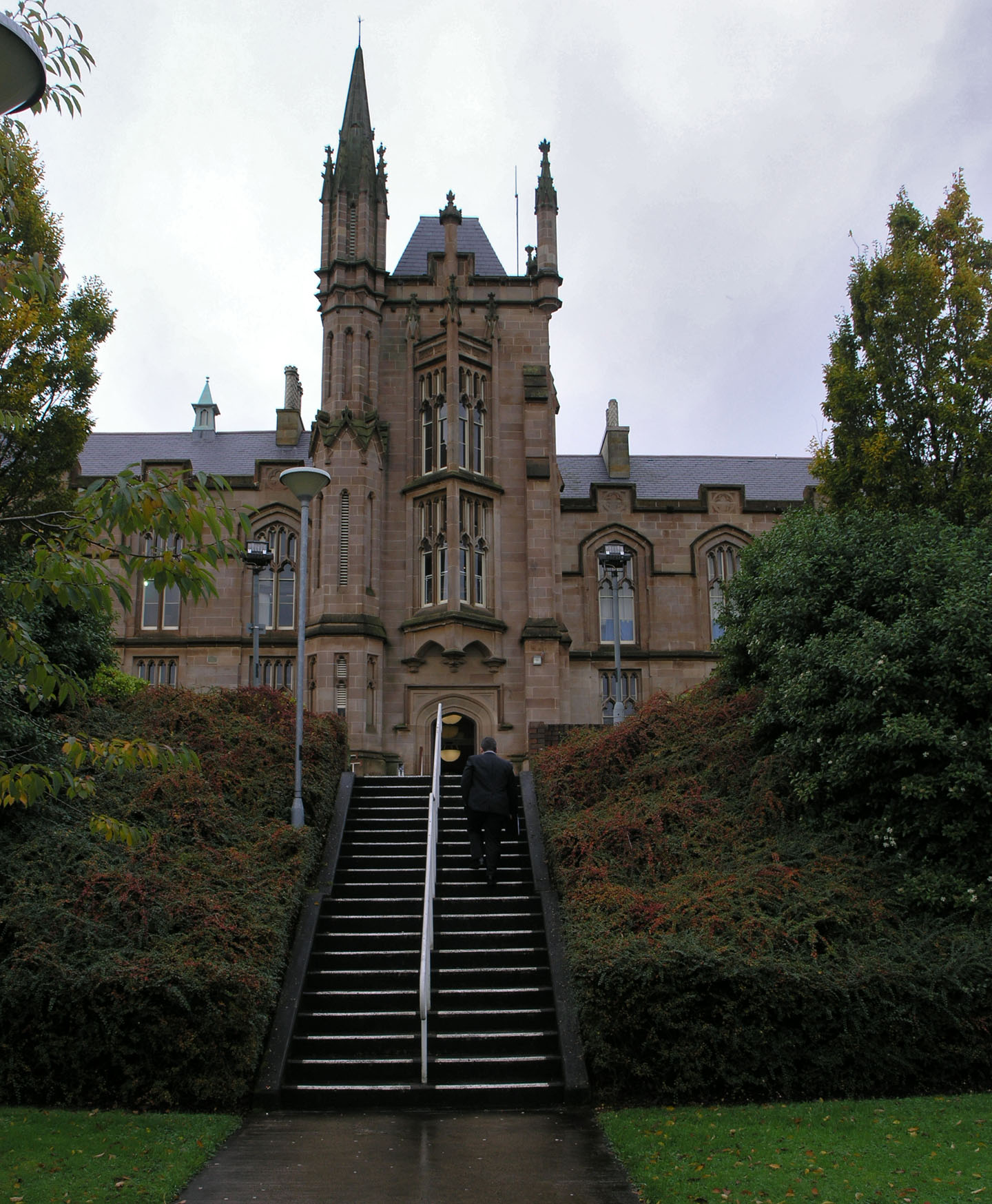
阿尔斯特大学校區

該地的麥基學院（Magee College）在1969年併入阿爾斯特大學，即今阿爾斯特大學麥基校區。當地的西北地區學院（North West Regional College）則是一所繼續教育學院。
福伊爾和倫敦德里學院（Foyle and Londonderry College）創立於1616年，是北愛爾蘭最古老的中學之一。此外，當地還有聖高隆學院（St Columb's College）等多所中學。